# Frog (modèles)
Pour les articles homonymes, voir Frog.
 (avril 2021).
Si vous disposez d'ouvrages ou d'articles de référence ou si vous connaissez des sites web de qualité traitant du thème abordé ici, merci de compléter l'article en donnant les références utiles à sa vérifiabilité et en les liant à la section « Notes et références ».
Frog était une marque britannique de modèles réduits d'avions volants et de kits de construction de modèles réduits des années 1930 aux années 1970. 
Le premier modèle de la société, un Interceptor Mk. 4, a été lancé en 1932, suivi en 1936 par une gamme de kits de modèles réduits d'avions à l'échelle 1:72 fabriqués à partir d'Acétate de cellulose, qui étaient les premiers au monde.
Les modèles en polystyrène ont été introduits en 1955, qui offraient des kits d'avions, de navires et de voitures à différentes échelles. Dans les années 1970, le catalogue de Frog comprenait un grand nombre de types d'avions moins connus, fabriqués uniquement par la société, ainsi qu'un certain nombre de kits de navires.
Les derniers kits de la marque Frog ont été produits en 1976, après quoi de nombreux moules Frog ont été vendus à l'Union soviétique et commercialisés sous le nom de Novo.

## Histoire

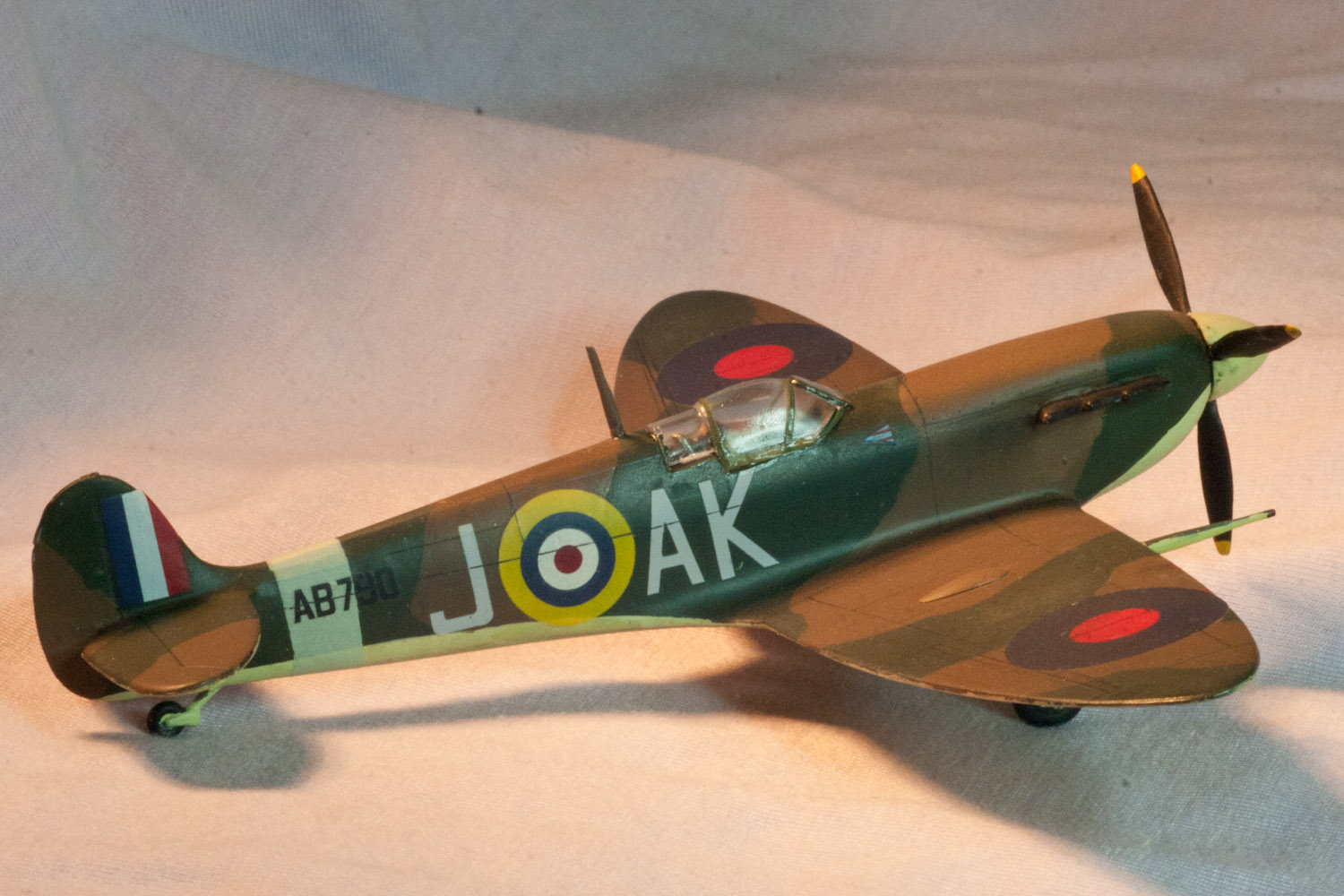
Maquette Frog au 1/72 d'un Spitfire monté par un amateur.

Fondée en 1931 par Charles Wilmot et Joe Mansour, International Model Aircraft Ltd. (IMA) utilisait à l'origine le nom de marque Frog signifiant "First to Rise Off Ground". Qui deviendra par la suite "Flies Right Off Ground". En 1932 sort le premier modèle Frog, l'Interceptor Mk.IV, modèle volant propulsé par un moteur à caoutchouc. La même année, un partenariat marketing avec la société de jouets Lines Bros Ltd. a été formé et d'autres modèles volants de la marque Frog ont suivi. En 1936, une gamme de modèles d'avions à l'échelle 1:72 en kit ou sous forme préfabriquée, moulés en acétate de cellulose, est lancée sous le nom de Frog Penguin (faisant allusion à la nature non volante de ces modèles). Il s'agissait des premiers kits de construction de modèles en plastique au monde. Une des premiers modèles était la référence 21P, l'Empire Flying Boat, sorti en 1938.
Pendant la Seconde Guerre mondiale, la société a produit des modèles volants utilisés comme leurres et des modèles de reconnaissance d'avions à l'échelle 1:72. La gamme Penguin a été abandonnée en 1949 mais une nouvelle gamme de kits en polystyrène Frog a été introduite en 1955. Une grande variété de modèles d'avions, de navires et de voitures à différentes échelles ont été fabriqués au cours des années 1950 et 1960, l'échelle 1:72 étant normalisée à partir de 1963 pour les modèles d'avions.
La production de modèles volants à l'échelle et hors échelle s'est poursuivie jusqu'au début des années 1960.

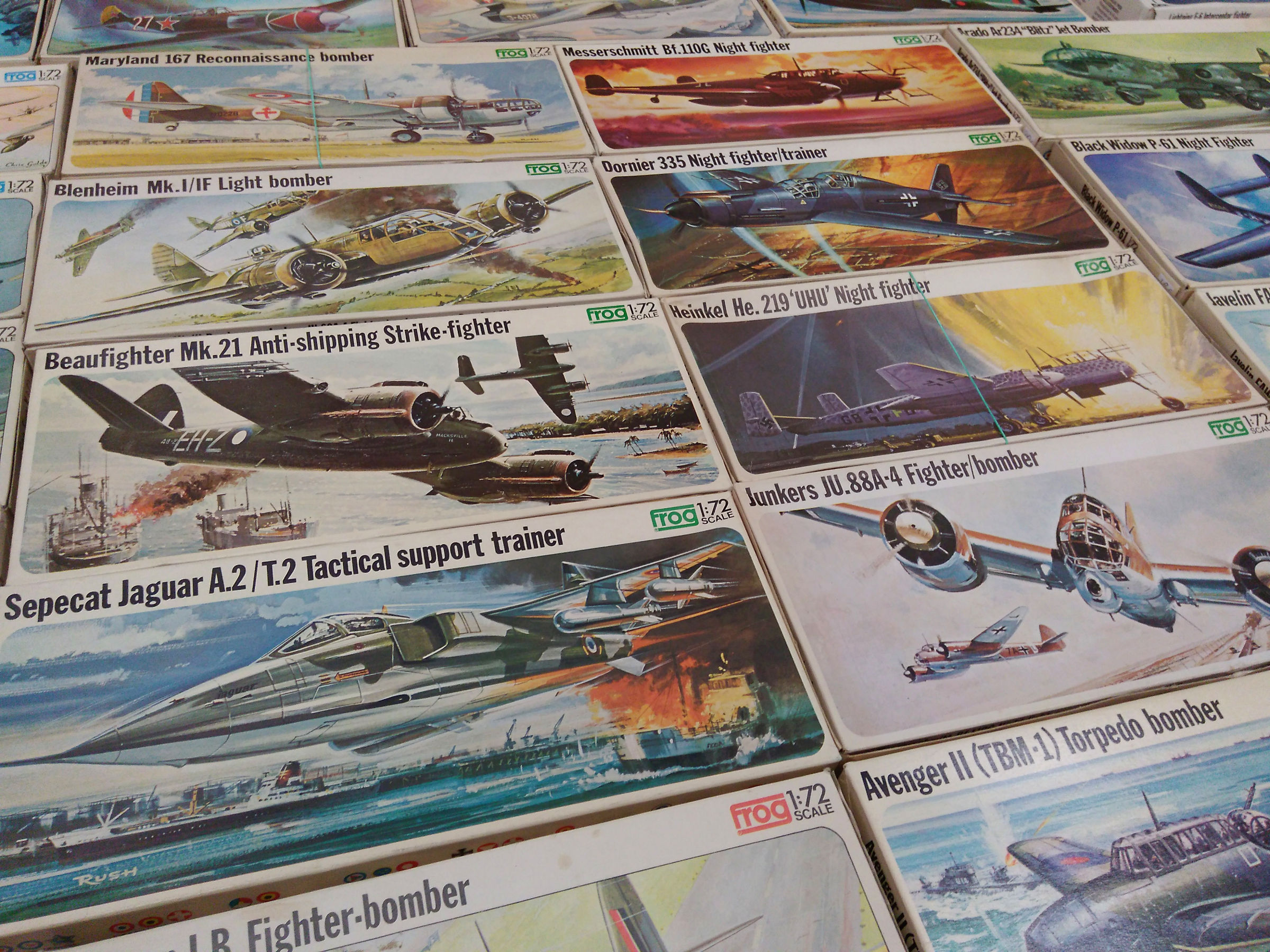
Boîtes de maquettes Frog des années 70.

Dans les années 1970, la gamme 1:72 de Frog comprenait un grand nombre de types d'avions moins connus qui n'étaient disponibles chez aucun autre fabricant de modèles réduits à l'époque, tels que l'Avro Shackleton, Martin Baltimore et Maryland, Vultee Vengeance, Curtiss Tomahawk, Blackburn Shark et Skua, Bristol Type 138 (en) et Beaufort, Tupolev SB-2, Supermarine Attacker et Scimitar, Armstrong Whitworth Whitley, Gloster Javelin, de Havilland Vampire, Hornet et DH 110, Dewoitine D.520, Macchi M.C.202 Folgore, Fokker D.XXI, Hawker Sea Fury et Tempest, Fairey Gannet, Barracuda et Firefly, General Aircraft Hotspur, Focke-Wulf Ta 152H, Messerschmitt Me 410, Arado Ar 234, Heinkel He 162, Dornier Do 335, Heinkel He 219, Gloster E.28/39, North American Mustang II, Vickers Vimy, Ryan NYP "Spirit of St Louis", de Havilland Gypsy Moth "Jason" et le Westland Wallace.
Frog a également produit une gamme d'avions de plus grande taille sous forme de modèles à l'échelle 1:96. Tels le Bristol Britannia, le Douglas DC-7, le Vickers Valiant, l'Avro Vulcan, le Handley Page Victor, le de Havilland Comet et le Vickers Viscount. Le seul modèle de dirigeable fût le R100.
En plus des modèles d'avions, Frog a également produit un certain nombre de kits de navires, quatre exemples étant le pétrolier côtier MV Shell Welder, le THLV South Goodwin Lightship, le HMS Tiger et un canot de sauvetage RNLI.
À partir de 1968, Frog a publié environ 30 kits ex-Hasegawa, principalement des chasseurs à réaction modernes à l'échelle 1:72, des chasseurs de la Seconde Guerre mondiale à l'échelle 1:32 et des cuirassés à l'échelle 1:450.
En France, en raison de l'inquiétude culturelle suscitée par le mot "grenouille", ces kits ont été vendus et commercialisés sous la marque "Tri-ang", tandis qu'en Amérique du Nord, pour des raisons similaires, le nom Frog a été jugé inacceptable et les kits ont été reconditionnés comme "Air Lines" (une allusion à Lines Brothers Ltd, les fondateurs d'IMA / Tri-ang).

### Disparition

Kit Novo fabriqué en URSS avec des moules Frog.

En 1971, la société mère d'IMA, devenue Rovex Tri-ang, est mise sous séquestre et est rachetée par Dunbee-Combex-Marx l'année suivante. Au milieu des années 1970, certains des moules de kits Frog ont été transférés dans diverses usines de l'Union soviétique et les kits ont commencé à réapparaître sous la marque Novo. Des moules de sujets Axis Powers de la Seconde Guerre mondiale ont été acquis par Revell vers 1977, les types Axis ayant été déclinés par Novo. Les derniers kits de marque Frog ont été produits en 1976. 
Ces dernières années, certains kits ex-Frog / Novo ont été réédités par Revell et divers fabricants d'Europe de l'Est.